# Hofmark Rapperzell

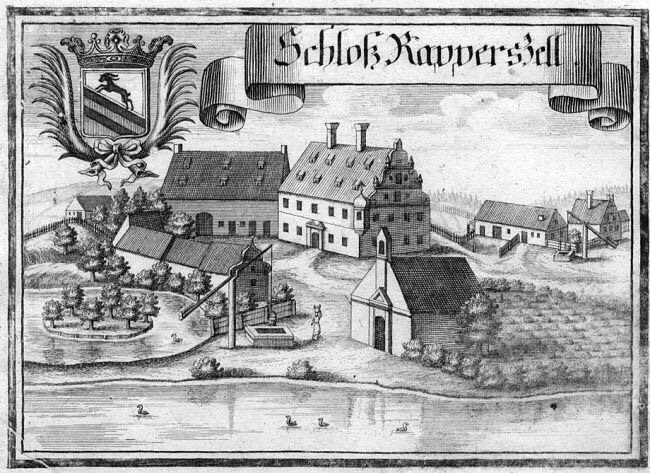
Das ursprüngliche Aussehen des Hofmarkschlosses Rapperzell auf einem Kupferstich von Michael Wening um 1700

Die Hofmark Rapperzell war eine Hofmark in Rapperzell, heute ein Gemeindeteil von Schiltberg im Landkreis Aichach-Friedberg in Bayern.
Sie war seit 1543 im Besitz von Philipp von Weichs. Im Jahr 1675 erwarb sie auf der Gant ein Herr von Widmann. Von 1783 bis 1812 gehörte die Hofmark Rapperzell den Freiherren von Leyden in Affing.